# Año de las Naciones Unidas del Patrimonio Cultural
2002 fue proclamado Año de las Naciones Unidas del Patrimonio Cultural por la Asamblea General de las Naciones Unidas mediante la resolución A/RES/56/8, aprobada el 21 de noviembre de 2001. La proclamación surgió en el contexto de la creciente preocupación por la preservación del patrimonio cultural en todas sus formas, tanto tangible como intangible. Se reconoció que la herencia cultural de los pueblos es un elemento esencial para la identidad, la memoria colectiva y la construcción de sociedades más inclusivas y resilientes.
La decisión de dedicar el año 2002 a esta causa coincidió con el 30º aniversario de la Convención para la Protección del Patrimonio Mundial Cultural y Natural de 1972, uno de los instrumentos más importantes en la salvaguardia del patrimonio global. La UNESCO fue designada como la agencia coordinadora del año, asumiendo la responsabilidad de liderar iniciativas, fomentar la cooperación internacional y movilizar a los Estados miembros, organizaciones internacionales y la sociedad civil en la protección y promoción del patrimonio cultural.

## Actividades y alcance
A lo largo del año, se desarrollaron múltiples actividades con el propósito de fortalecer la protección del patrimonio cultural a nivel mundial. Se hizo especial énfasis en la educación y sensibilización de la sociedad sobre la importancia de preservar el legado cultural para las futuras generaciones. La UNESCO trabajó en estrecha colaboración con gobiernos, organizaciones no gubernamentales y el sector privado para generar estrategias efectivas que permitieran no solo la conservación de monumentos y sitios históricos, sino también la protección del patrimonio inmaterial, como las tradiciones orales, la música, la gastronomía y las festividades populares.
Uno de los principales enfoques del año fue el reconocimiento del patrimonio cultural como un instrumento para el diálogo y la reconciliación. Se destacó que, en contextos de conflicto y posguerra, la reconstrucción y conservación del patrimonio juegan un papel esencial en la restauración del tejido social y la identidad de los pueblos. Ejemplos como la reconstrucción del Puente de Mostar en Bosnia y Herzegovina y la restauración del Museo de Kabul en Afganistán sirvieron como símbolos del poder del patrimonio cultural para unir comunidades divididas.
Asimismo, se promovió la vinculación del patrimonio con el desarrollo sostenible. Se impulsaron iniciativas en las que la conservación del patrimonio se convirtió en una fuente de empleo y crecimiento económico, como el turismo cultural, la artesanía tradicional y la valorización de conocimientos ancestrales. Se fomentó la participación de las comunidades locales en estos procesos, asegurando que los beneficios económicos derivados de la protección del patrimonio revirtieran directamente en sus habitantes.
A nivel normativo, se reforzaron los esfuerzos en la lucha contra el tráfico ilícito de bienes culturales, un problema creciente que afecta a muchos países y que pone en peligro la preservación de piezas fundamentales del legado histórico de la humanidad. Se hicieron llamados a los Estados para que fortalecieran sus legislaciones y promovieran mecanismos más eficaces para la recuperación de bienes culturales robados o exportados ilegalmente.
Para financiar las múltiples iniciativas del año, la Asamblea General de la ONU alentó a todos los ámbitos involucrados a realizar contribuciones voluntarias. La importancia del compromiso financiero se hizo evidente en proyectos de restauración, conservación y promoción del patrimonio en diversas partes del mundo.
El Año de las Naciones Unidas del Patrimonio Cultural concluyó con un acto conmemorativo en la Asamblea General de la ONU el 4 de diciembre de 2002, en el que se evaluaron los avances logrados y se reforzó el compromiso de la comunidad internacional con la protección del patrimonio cultural a largo plazo.